# Welyka Kostromka
Welyka Kostromka (ukrainisch Велика Костромка; russisch Великая Костромка Welikaja Kostromka) ist ein Dorf mit 2550 Einwohnern im Zentrum der Ukraine in der Oblast Dnipropetrowsk.

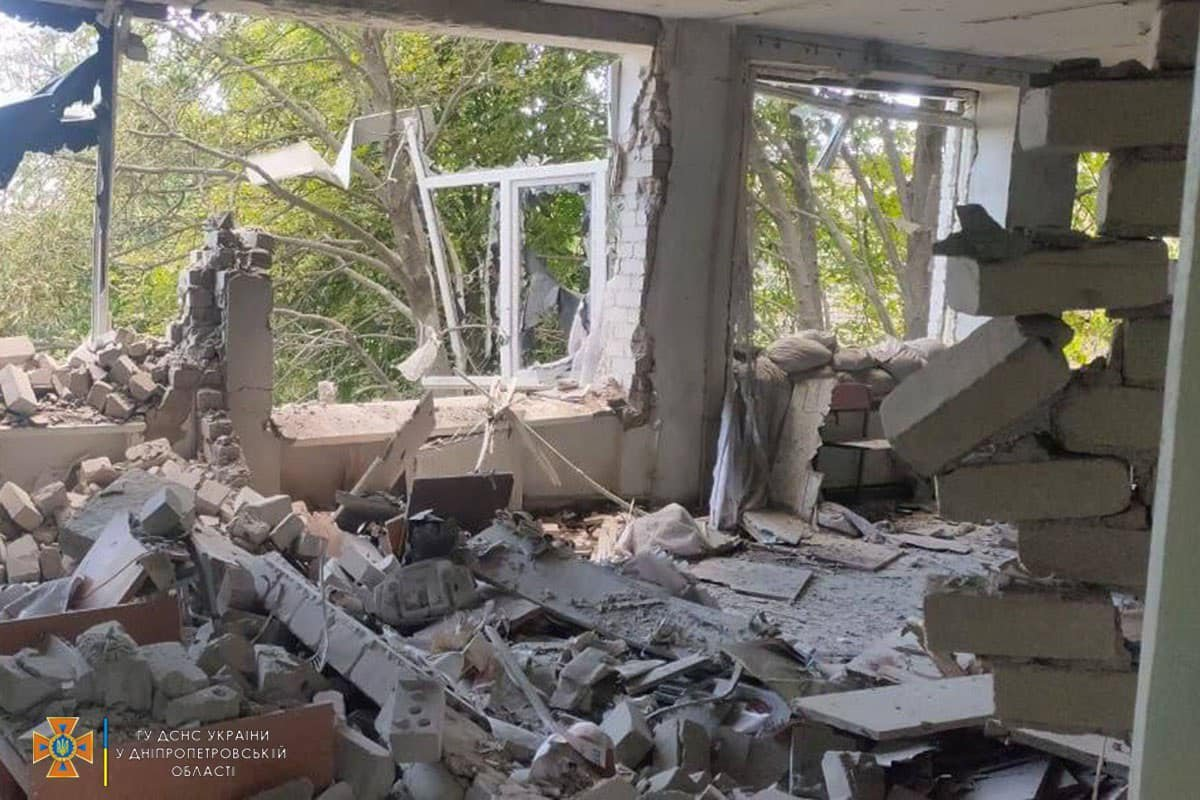
Beschädigte Schule nach Granatenbeschuss durch russische Truppen im Sommer 2022

## Geschichte
Das Dorf wurde in der zweiten Hälfte des 18. Jahrhunderts als Kostromske (ukrainisch: Костромське) gegründet. Seit 1789 trug das Dorf offiziell den Namen Kostriwka (ukrainisch Кострівка). Im Jahr 1896 hatte das Dorf 908 Haushalte und 5218 Bewohner. Vom 17. August 1941 bis zum 26. Februar 1944 war das Dorf von Truppen der Wehrmacht besetzt. Der deutsche Schlachtflieger und Offizier der Wehrmacht Hans-Ulrich Rudel war während dieser Zeit im Dorf und beschrieb es in seinem Buch Stuka-Pilot als „ein typisch russisches Dorf, mit allen Vor- und Nachteilen, die sich daraus ergeben“.

## Geographie
Welyka Kostromka liegt 9 km südöstlich des Stadtzentrums von Selenodolsk im Süden des Rajon Krywyj Rih. Die Gemeinde grenzt im Süden an die Oblast Cherson. 3 km westlich des Ortes liegt der Selenodolsk-Stausee. Das ehemalige Rajonzentrum Apostolowe liegt  16 km nördlich des Dorfes und Marjanske am Kachowkaer Stausee ist über die Fernstraße N 23 nach 29 km zu erreichen.
Am 30. Juli 2015 wurde das Dorf ein Teil der neugegründeten Stadtgemeinde Selenodolsk, bis dahin bildete es die gleichnamige Landratsgemeinde Welyka Kostromka (Великокостромська сільська рада/Welykokostromska silska rada) im Süden des Rajons Apostolowe.
Am 17. Juli 2020 kam es im Zuge einer großen Rajonsreform zum Anschluss des Rajonsgebietes an den Rajon Krywyj Rih.

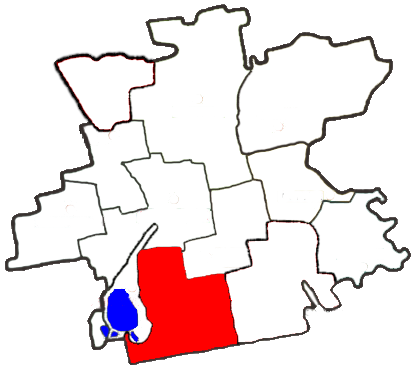
Gemeindefläche der Landratsgemeinde Welyka Kostromka innerhalb des Rajon Apostolowe